# Време (филмова студия)
Вижте пояснителната страница за други значения на Време.
„Време“ е филмова студия в София, България.
Произвежда филми и телевизионни програми в сътрудничество с Изпълнителна агенция „Национален филмов център“, Българската национална телевизия, български и чуждестранни продуценти и организации.
Основана е през 1979 г. като наследник на създадената през 1951 г. Студия за научнопопулярни и документални филми за производство на неигрални филми, а от средата на 1970-те години – и на кинохроника. Филмовата студия е преобразувана в ЕООД през 1995 г.
С международно признание са филмите с биологична, изкуствоведска, етнографска и научно-техническа тематика.